# Морганза (Луїзіана)
Морганза (англ. Morganza) — селище (англ. village) в США, в окрузі Пуант штату Луїзіана. Населення — 525 осіб (2020).

## Географія
Морганза розташована за координатами 30°44′17″ пн. ш. 91°35′30″ зх. д. / 30.73806° пн. ш. 91.59167° зх. д. (30.738125, -91.591594).  За даними Бюро перепису населення США в 2010 році селище мало площу 3,59 км², з яких 3,05 км² — суходіл та 0,54 км² — водойми.

### Клімат
| Клімат : Морганза     | Клімат : Морганза | Клімат : Морганза | Клімат : Морганза | Клімат : Морганза | Клімат : Морганза | Клімат : Морганза | Клімат : Морганза | Клімат : Морганза | Клімат : Морганза | Клімат : Морганза | Клімат : Морганза | Клімат : Морганза | Клімат : Морганза |
| Показник              | Січ.              | Лют.              | Бер.              | Квіт.             | Трав.             | Черв.             | Лип.              | Серп.             | Вер.              | Жовт.             | Лист.             | Груд.             | Рік               |
| Середній максимум, °C | 17,2              | 18,3              | 22,2              | 26,1              | 29,4              | 32,8              | 33,3              | 33,3              | 31,1              | 27,2              | 22,2              | 17,8              | 26,0              |
| Середній мінімум, °C  | 4,4               | 6,1               | 10,0              | 13,3              | 17,2              | 20,6              | 22,2              | 21,7              | 18,9              | 12,8              | 7,8               | 5,0               | 13,4              |
| Норма опадів, мм      | 137               | 124               | 127               | 135               | 132               | 104               | 130               | 114               | 99                | 74                | 107               | 150               | 1433              |
| --------------------- | ----------------- | ----------------- | ----------------- | ----------------- | ----------------- | ----------------- | ----------------- | ----------------- | ----------------- | ----------------- | ----------------- | ----------------- | ----------------- |
| Джерело: Weatherbase  |                   |                   |                   |                   |                   |                   |                   |                   |                   |                   |                   |                   |                   |

## Демографія
Згідно з переписом 2010 року, у селищі мешкало 610 осіб у 268 домогосподарствах у складі 174 родин. Густота населення становила 170 осіб/км².  Було 304 помешкання (85/км²).
Расовий склад населення:
| - 71,6 % — білих - 27,9 % — чорних або афроамериканців |

До двох чи більше рас належало 0,2 %. Частка іспаномовних становила 0,8 % від усіх жителів.
За віковим діапазоном населення розподілялося таким чином: 21,5 % — особи молодші 18 років, 59,3 % — особи у віці 18—64 років, 19,2 % — особи у віці 65 років та старші. Медіана віку мешканця становила 44,2 року. На 100 осіб жіночої статі у селищі припадало 100,0 чоловіків;  на 100 жінок у віці від 18 років та старших — 89,3 чоловіків також старших 18 років.
Середній дохід на одне домашнє господарство  становив 54 401 долар США (медіана — 40 066), а середній дохід на одну сім'ю — 57 105 доларів (медіана — 43 750). За межею бідності перебувало 24,1 % осіб, у тому числі 41,5 % дітей у віці до 18 років та 6,3 % осіб у віці 65 років та старших.
Цивільне працевлаштоване населення становило 362 особи. Основні галузі зайнятості: освіта, охорона здоров'я та соціальна допомога — 21,0 %, будівництво — 16,6 %, виробництво — 16,0 %.